# Estació de Mandri
Mandri és una estació en construcció de la L9/L10 del metro de Barcelona. En aquesta estació del Tram 3 (Zona Universitària – la Sagrera) hi tindran parada trens de la L9 i la L10.
Se situarà al carrer Mandri amb el passeig de la Bonanova, al districte de Sarrià - Sant Gervasi. L'estació tindrà un sol accés i donarà servei al barri de Sant Gervasi - la Bonanova, al Centre Mèdic Teknon, al Col·legi la Salle Bonanova, i al Centre Cultural Pere Pruna. Serà una estació de tipus pou de 74 metres de profunditat i 32 metres de diàmetre, disposarà de 6 ascensors de gran capacitat, 2 ascensors per a persones amb mobilitat reduïda (PMR), i una andana de 108 metres projectats.
La previsió inicial era obrir l'estació l'any 2007, però donats diversos contratemps es va anar endarrerint la data. El mes de juny del 2011 el Departament de Territori i Sostenibilitat de la Generalitat de Catalunya va anunciar que aquest tram, encara no construït, estava paralitzat temporalment mentre es buscava finançament, evitant al mètode alemany o peatge a l'ombra utilitzat a la resta de l'obra. La previsió actual és inaugurar-la l'any 2024, un any més tard de la posada en marxa del tram comú del túnel.
Article principal: L9 del metro de Barcelona
| Metro de Barcelona              |        |       |           |                        |
| Procedència/Destinació          | <      | Línia | >         | Procedència/Destinació |
| Aeroport T1                     | Sarrià | obres | El Putxet | Can Zam                |
| Pratenc                         | Sarrià | obres | El Putxet | Gorg                   |
| Font recorregut: PDI 2009-2018. |        |       |           |                        |